# 中国人民武装警察部队后勤部
中国人民武装警察部队后勤部（也称武警部队后勤部、武警总部后勤部），位于北京市，是中国人民武装警察部队总部机关职能部门，负责中国人民武装警察部队后勤工作。

## 沿革
1983年1月，中国人民武装警察部队总部成立，总部机关设有司令部、政治部、后勤部。
2016年改革前，中国人民武装警察部队后勤部下设：军需部、财务部、军事交通部、营房部、油料部、卫生部。
2016年1月1日，新华社发布《中央军委关于深化国防和军队改革的意见》，其中将推进武警部队改革列为2016年改革任务之一，2016年年底前将“基本完成阶段性改革任务”。2016年3月初，武警部队开始按新体制编制运行，武警部队机关由之前的司令部、政治部、后勤部改为四部委（参谋部、政治工作部、后勤部、纪律检查委员会）。

## 机构设置
- 财务局[6]
- 卫生局[7]
- 运输局[6]
- 军事设施建设局[8]

……
直属单位
- 物资采购站[9]

……

## 历任领导
| 部长 1. 何鸿业（1983年1月19日—1985年11月16日，武警副司令员兼） 2. 于溪源（1985年11月16日—1987年6月） 3. 王国忠 武警少将（1987年6月—1993年12月） 4. 髙文远 武警少将（1993年12月—1996年7月） 5. 张学福 武警少将（1996年7月—1999年12月） 6. 刘世民 武警少将（1999年12月—2002年1月） 7. 何映华 武警少将（2002年1月—2007年12月） 8. 王俊杰 武警少将（2008年1月—2009年12月22日） 9. 戴肃军 武警少将（2009年12月22日—2011年6月） 10. 杨士武 武警少将（2011年—2015年6月） 11. 孔诚 武警少将（2015年6月—） 12. 张林 13. 方建国（2021年6月—） 副部长 - 高文远（1985年11月—1986年3月） - 张学福（1992年10月—1996年7月） - 陈鹤徐（1992年10月—1997年12月） - 张志华（1993年12月—1998年12月） - 张振远（1993年12月—1999年2月） - 林盛发（1996年2月—2000年6月） - 吕一山（1996年12月—2003年12月） - 王俊杰（1999年2月—2004年7月） - 姬延芳（2000年6月—2010年1月） - 周锁海（2003年1月—2008年11月） - 许世宽（2004年7月—2010年1月） - 刘占琪（2008年11月—2012年） - 傅凌（2010年1月—2014年12月） - 魏佑江（2010年1月—2010年12月） - 沈金伦（2010年12月—2014年12月） - 孔诚（2012年—2015年6月） - 郑静晨（2012年—） - 岳爱生（2014年12月—） - 张辉（2014年12月—） - 魏大林（2015年6月—） | 政治委员 1. 龚杰（1983年1月—1984年10月） 2. 于溪源 武警少将（1987年6月—1993年10月） 徐桂宝 武警少将（1988年8月—1990年2月，第二政治委员） 3. 冯延岭 武警少将（1993年10月—1995年12月） 4. 张铭 武警少将（1995年12月—1997年12月） 5. 丁荣锦 武警少将（1997年12月—1998年6月） 6. 王宏运 武警少将（1998年6月—2005年10月） 7. 高均起 武警少将（2005年10月—2009年5月） 8. 姚立功 武警少将（2009年5月—2013年6月） 9. 詹海观 武警少将（2013年9月—2017年） 10. 胡登强 武警少将（2017年—） 副政治委员 - 高俊（1990年6月—1997年12月） - 王义成（1997年12月—2001年8月） - 张玉堂（1998年12月—2006年1月） - 董书民（2006年1月—2009年） - 傅永照（2009年—2013年） - 吴玉科（2013年—） |